# Spanier (Huhn)
Das Spanier-Huhn  ist eine der ältesten europäischen Hühnerrassen, deren Existenz sich Jahrhunderte zurückverfolgen lässt.

## Eigenschaften
Das Spanierhuhn hat eine Legeleistung von ca. 170 weißen Eiern pro Jahr, trägt einen Einfachkamm mit idealerweise vier bis sechs Zacken und besitzt ein vollständig weißes Gesicht, das eine Besonderheit im Gebiet der Haushühner darstellt. Diese in der Fachsprache als Maske bezeichnete Eigenheit verleiht ihnen im Englischen den Kosenamen Clowngesichter. Die Läufe sind grau bis schwarz, die Zehennägel weiß bis grau, die Augen rot. Mit einem Gewicht von zwei bis drei Kilogramm und dem langgezogenen Körper zählt es zu den Landhuhnrassen. Auch eine verzwergte Form existiert, der Zwerg-Spanier, wobei diese noch seltener als die Großrasse anzutreffen ist.

## Herkunft
Wie der deutsche Name verrät, waren die ursprünglichen Tiere in Spanien beheimatet und gelangten über Nordamerika und England in der heute bekannten Form nach Mitteleuropa.
Erzüchtet wurde das Spanierhuhn aus der Hühnerrasse Kastilianer. Zudem sind die Spanier sehr eng mit den Minorka und dem Andalusier verwandt.